# Larry Clinton
Larry Clinton (17 de agosto de 1909 – 2 de mayo de 1985)  fue un músico estadounidense, más conocido como trompetista que se convirtió en un destacado director de orquesta y arreglista estadounidense.
Sus estándares de jazz y pop fueron "The Dipsy Doodle" (1937), "My Reverie" (1938) y "Heart and Soul" (1939).

## Biografía
Clinton nació en Brooklyn, Nueva York, Estados Unidos. Se convirtió en un músico versátil, tocando la trompeta, el trombón y el clarinete. Cuando tenía veintitantos años, se convirtió en un prolífico arreglista de orquestas de danza; Los líderes de la banda Tommy Dorsey, Jimmy Dorsey, Glen Gray, Louis Armstrong y Bunny Berigan utilizaron las listas de Larry Clinton.
Su primera etapa como líder de banda fue de 1937 a 1941, y grabó una serie de éxitos para Victor Records. El repertorio de la banda de Clinton se dividía entre temas pop del momento ("I Double Dare You", "Summer Souvenirs", "Deep Purple"), temas instrumentales ambiciosos escritos por Clinton como "Satan Takes a Holiday" (grabado por Tommy Dorsey), "La Osa Mayor", "Medianoche en el manicomio" y la más popular, "Un estudio en Brown", que generó cuatro secuelas en diferentes "colores" y adaptaciones swing de composiciones clásicas. Esta última categoría arrasó en la industria, y las orquestas de todo el mundo estaban "mover los clásicos" añadiendo letras pop a melodías de Debussy y Tchaikovsky. Su arreglo y adaptación de "Reverie" de Debussy, con la vocalista Bea Wain, fue particularmente popular. Titulada "My Reverie", su versión alcanzó el puesto No. 1 en la Guía de compra de discos de Billboard en 1938. "Abba Dabba" se basó en la Danza Árabe de Tchaikovsky de El Cascanueces.
Fue el primero en grabar y lanzar el estándar " Heart and Soul " con Bea Wain como voz en 1939. El sencillo alcanzó el no. 1.
Tommy Dorsey and His Orchestra fueron los primeros en grabar y lanzar su composición clásica "The Dipsy Doodle" en 1937 con Edythe Wright como voz.
Su composición "Calypso Melody" fue un éxito en las listas para el líder de la banda y compositor David Rose en 1957 en MGM Records, llegando a vender un millón y ganando un disco de oro. El sencillo alcanzó el puesto 25 en Music Vendor, el 33 en Cash Box y el 42 en Billboard.

## Apariciones en el cine
La banda de Clinton era predominantemente un grupo de grabación que también tocaba en fiestas de graduación universitarias y en salones de hoteles. Sobre la base del éxito discográfico de Clinton "The Dipsy Doodle", Vitaphone y Paramount Pictures contrataron a la banda para protagonizar tres películas teatrales de 10 minutos. Todos fueron filmados en Nueva York.
En 1941, Clinton y su banda aparecieron en seis cortometrajes musicales, diseñados para las entonces populares "máquinas de discos de películas". (Las películas finalmente se estrenaron como Soundies en 1943). Este fue uno de sus últimos trabajos como director de banda; abandonó el negocio de la música al estallar la Segunda Guerra Mundial y se unió a las Fuerzas Aéreas del Ejército de los Estados Unidos. Piloto calificado, ascendió al rango de capitán, estuvo destinado en el Comando de Transporte Aéreo en Calcuta y China durante el puente aéreo de Hump y fue instructor de vuelo en la Unidad Base 1343.
Reanudó su carrera musical y disfrutó de un mayor éxito como director de banda de 1948 a 1950. Permaneció activo en el negocio de la música, a menudo dirigiendo una banda de estudio para cantantes pop como Barry Frank, hasta 1961.

## Radio
En 1938, tenía su propio programa, The Larry Clinton Show en NBC.

## Muerte
Murió en 1985 en Tucson, Arizona, a la edad de 75 años.